# 花嫁のれん (2010年のテレビドラマ)
『花嫁のれん』（はなよめのれん）は、東海テレビ放送の制作により、フジテレビ系列で2010年から断続的に放送されていた昼ドラ。

*第1シリーズは2010年11月1日 - 12月29日
*第2シリーズは2011年10月31日 - 12月29日
*第3シリーズは2014年1月6日 - 3月28日
*第4シリーズは2015年1月5日 - 3月27日。

フジテレビ系列で1971年4月1日から同年9月30日まで放送された木曜21時枠の同名ドラマとは直接の関連はない。

## 概要
石川県金沢市の老舗旅館を舞台に、元キャリアウーマンの嫁と伝統文化を重んじる姑の壮絶な嫁姑バトルを描く。旅館を舞台にした作品は、2002年の『はるちゃん6』以来8年ぶりとなる。ちなみに『はるちゃん3』までは、今作と場所は違うが、同じ石川県の加賀・山中温泉が舞台であった。タイトルは能登地方の婚礼儀式「花嫁のれん」に由来する。
主演は羽田美智子・野際陽子で、羽田は本作が昼ドラ初出演・初主演となる。また、野際の第1シリーズ当時74歳、第2シリーズ当時75歳、第3シリーズ当時77歳での主演は、東海テレビの昼ドラでは1977年放送の『つくしんぼ』に当時60歳で主演した山田五十鈴を上回り、過去最年長となった。
第2シリーズでは台湾観光局のタイアップにより、第2週の5話分、台湾ロケが行われた。
2015年1月5日から放送された第4シリーズでは、矢田亜希子が女将見習いの「片瀬真知子」役で羽田・野際とともに主演、矢田は昼ドラマは本シリーズが初出演となったが、2016年で「昼ドラ」が廃枠となり2017年に野際が死去したため、2015年放送の第4シリーズで事実上完結となった。
平均視聴率は第1シリーズが6.5%、第2シリーズが5.6%、第3シリーズが4.6%（視聴率は関東地区、ビデオリサーチ社調べ）。
なお、羽田は『花嫁のれん』で原作・脚本を手掛け同じく小松江里子による脚本で、2020年に放送されたオトナの土ドラ『隕石家族』で『花嫁のれん』以来5年ぶりにドラマ主演を果たしている。

## あらすじ

### 第1シリーズ
奈緒子は大手旅行代理店に勤務していたが、経済不況のあおりを受けて失業。多額の借金を残して失踪した夫・宗佑の実家で、創業100年を誇る金沢の老舗旅館「かぐらや」で再起を図ろうとするが、ここの女将で、また姑である志乃は「花嫁のれんをくぐらずに結婚をした女性は嫁と認めない」とする強固な姿勢をとっていた。さらに若女将で志乃の孫娘・瑠璃子をも絡んだ3世代の壮絶な葛藤が描かれる。

### 第2シリーズ
女将披露当日に宗佑が再び失踪し、神楽家の嫁として認められるのは先送りとなった奈緒子だが、宗佑の帰りを待ちながら「かぐらや」で女将修行を続けていた。そんなある日、志乃の元に台湾にいる宗佑から絵ハガキが届き、奈緒子に台湾で宗佑を見つけ出して連れ戻すよう命じる。志乃は奈緒子の留守で人手の足りなくなった「かぐらや」に姪の有紀子を呼んで手伝わせたが、有紀子が女将修行を志願したことから帰国した奈緒子と女将修行対決をさせることとなる。

### 第3シリーズ
無事花嫁のれんをくぐり、神楽家の嫁として認められた奈緒子。女将としての自覚もさらに増すようになる。夫・宗佑も台湾で習得した本場仕込みの小籠包の店が流行り、東京で実業家として成功する。また姑・志乃との関係も最近は良好であったが、再来月に女将襲名披露を控えた奈緒子に志乃はある課題を出すのだった。

### 第4シリーズ
2015年3月の北陸新幹線東京 - 金沢間の全線開業を目前に控えた金沢。「かぐらや」の女将・奈緒子が発案した「金沢女将塾」が波紋を広げる。女将の仕事の難しさを力説する志乃と人材育成を掲げる奈緒子は対立。多数の応募者がいる中、奈緒子は亡き祖母が営んだ民宿の再開を夢見る真知子を採用する。奈緒子が志乃の反対を押し切って女将に採用した真知子は、一本気で明るく前向きだが、お辞儀さえもできない“問題児”だった。

## 出演

### 主人公
神楽 奈緒子（かぐら なおこ）
演 - 羽田美智子
42歳→45歳。金沢の老舗旅館「かぐらや」の女将。宗佑の妻。旧姓：石倉。大学時代の同級生である宗佑と3年前に結婚するが、宗佑が借金を抱えたまま失踪し、職場・グローバルツアーズも倒産し、さらに暮らしていたマンションも差し押さえられ、実家に転がり込む。自分のことより先に他人のことを気にかける性分で、結婚直後も一度、宗佑の借金を肩代わりしたことがあり、浩の紹介で再就職する予定だった旅行代理店・東友ツーリストの仕事を元部下の木村に譲ってしまう。志乃が立て替えた宗佑の借金を返済し、夫の帰りを待つために両親の反対をおして金沢に行き、「かぐらや」で仲居として働き始める。金沢独特の風習を知らずに失敗することもあったが、前職のグローバルツアーズ勤務時から、客にはいい思い出を作ってほしいという気持ちで仕事をしており、添乗員をしていた経験から、仲居の仕事をそつなくこなし、わずか1カ月で部屋付き仲居の指名がつくほどまでになる。また機転の良さや客への心遣いから、志乃に女将の資質があると認められるようになるが、志乃の一芝居によって「かぐらや」をクビになる。その後、長町の土産物店でアルバイトを始め、岡島醤油の仕入れにこぎ着けた実績を買った店主からは社員の話を持ちかけられ、菊からも「菊亭」の仲居として働かないかと誘われた。しかし志乃がぎっくり腰になり、人手が足りなくなった「かぐらや」に助っ人として戻るが、旅館の仕事が好きになっている自分の気持ちと向き合い、志乃に女将修行をしたいと申し出て、「かぐらや」に戻る。応援し続けていた瑠璃子と良樹の恋愛成就と自身の女将襲名を喜んでいた矢先、藤堂から新事業の立ち上げに誘われた宗佑を東京に送り出し、一人「かぐらや」に残ろうとしたが、志乃から宗佑と一緒に東京に行くよう告げられる。瑠璃子からの連絡で辰夫が倒れたことを耳にし、金沢に戻って「かぐらや」を手伝う中で、志乃が「かぐらや」を閉めようとしていることを知る。「かぐらや」を愛する人々の心の宝を無くさないために女将になる決意をし、村田のアドバイスを元にみんなで作った治部煮を持って病室を訪れ、志乃と辰夫に「かぐらや」の存続を訴える。その後、親族への花嫁披露当日に宗佑が再び失踪したことにより、神楽家の嫁として認められるのは先送りとなった。有紀子との女将対決や宗志の問題などを経て、ようやく花嫁のれんをくぐることを許され、神楽家の嫁として認められた。その後、女将襲名披露に向けて日本舞踊の稽古を始めるものの、踊りの経験がない為、悪戦苦闘する。お詫び行脚の旅に出ていた宗佑が帰ってきてからは早く地道な職に就くよう説得していたが、「金沢の名物弁当コンテスト」に参加が決まってからは宗佑の弁当作りに協力し、宗佑の小籠包と自身の作った「かぶら寿司」を使った「かぐらやの夫婦弁当」を完成させた。しかしコンテストの結果優勝は逃してしまい、夢を諦めるという宗佑を引き留めて夫婦弁当は自身の夢でもあると話し、志乃に弁当の欠点を改め作り直してかぐらやの名物弁当にしたいと皆とともに訴えて、再び「かぐらやの夫婦弁当」を作ることを認められる。そして、女将襲名披露で見事日本舞踊を踊り、晴れてかぐらやの女将として認められた。好きな料理はポトフとビーフシチュー、得意料理は味噌汁とプッタネスカ。
神楽 志乃（かぐら しの）
演 - 野際陽子
70歳→73歳。金沢の老舗旅館「かぐらや」の大女将。辰夫の妻。前田利家の妻・まつを師と仰ぎ、「良き思い出は心の宝、心の宝を作っていただくことこそおもてなしの心」という気持ちで仕事をしている。伝統としきたりを重んじ、奈緒子を「えんじょもん（よそ者）の嫁」として認めていない。勘当を言い渡しつつも、宗佑の事は気にかけており、奈緒子から失踪したことを知った時には宗佑の同級生たちに連絡をしている。宗佑の借金を肩代わりする代わりに、奈緒子に離婚するよう告げるが、嘘だと気づきながらも連絡のあった宗佑の帰りを待ちたいという奈緒子の願いを聞き入れ、「かぐらや」で仲居として働くことを許す。連泊をキャンセルしようとした村田を救った機転の良さや客への心遣いから、しだいに奈緒子に女将の資質があると認めるようになる（あくまでも大女将としてで、宗佑の妻としては認めていない）。女将になる気持ちがあるかを確かめるべく、一芝居を打って奈緒子をクビにする。その後、ぎっくり腰で一時休養した際、助っ人で戻ってきた奈緒子から女将修行をしたいという申し出を受け、覚悟を確かめた上でそれを許し、バスツアーの客への対応は奈緒子と瑠璃子の二人に任せた。ところが奈緒子のことを深雪と間違えて呼ぶなどの認知症の症状が出て、深雪の命日が近かったこともあり、家族に何も打ち明けずに一人で抱えようとしていた。辰夫の説得で検査した結果、ビタミン欠乏による軽度の認知症で、異変に気づいたのが早かったことにより、通院と投薬で治療できると診断される。金沢に戻ってきた宗佑を再び勘当するが、これまでの不義理を詫び「かぐらや」で働きたいという宗佑の覚悟を受け入れ、勘当を解く。だが、藤堂からの誘いを受け、東京に戻る決意をした宗佑と、女将襲名を控えていることの重大さを知って「かぐらや」に一人残ろうとした奈緒子の本心に気づき、宗佑の母親として一緒に宗佑と東京に行くよう告げる。辰夫が倒れ「かぐらや」を閉めようとしたが、奈緒子の訴えを聞き、存続を決める。奈緒子の女将襲名を機に花嫁のれんを作り、神楽家の嫁として認めようとしたが、花嫁披露当日に宗佑が失踪し、時期尚早だったと判断し取りやめるが、奈緒子の花嫁のれんはずっと大事に取っていた。有紀子との女将対決や宗志の問題などを経て成長した奈緒子を認め、花嫁のれんをくぐることを許した。その後女将襲名披露を迎える奈緒子に日本舞踊の稽古を受けるように指示する。宗佑の就職問題では奈緒子同様宗佑に地道な職に就くよう言い聞かせ、村田に頼んで土産物屋の職を用意する。しかし村田から「金沢の名物弁当コンテスト」への参加を提案され、宗佑に優勝できなければ土産物屋に就職することを約束させて参加させる。結果コンテストは優勝を逃すが、宗佑の決意と弁当をかぐらやの名物にしたいという皆の想いを受け、再度「かぐらやの夫婦弁当」を作り直すことを許可した。

### 神楽家
神楽 宗佑（かぐら そうすけ）
演 - 津田寛治
42歳→45歳。奈緒子の夫で志乃・辰夫の長男。旅館業は退屈で夢がないから、東京でもっとでかいことがしたいと金沢を離れ、8年前に深雪が亡くなった時に、金沢に戻って「かぐらや」を継ぐ約束をしていたが、それを反故にしたため、3年前に奈緒子と結婚する際、志乃から勘当されている。健康器具の通信販売事業に失敗し、多額の借金を抱えて失踪していたが、奈緒子の姿をひと目見るために金沢に戻った時に奈緒子と再会。友人と始めた新しい事業が成功したら迎えに行くと金沢を離れようとしたが、事業の話は嘘で、戻る場所もなかったため、奈緒子にアトリエ禅に連れられる。良樹や辰夫から失踪中の奈緒子のことを聞き、再び姿をくらますが、覚悟を決めて奈緒子の元に戻り、志乃と辰夫にこれまでの親不孝を詫び、「かぐらや」で働きたいと申し出て、客室係として働き始める。当初は仲居の仕事は召使いみたいなものだと愚痴をこぼしていたが、日向に感謝され、志乃が「良き思い出は心の宝、心の宝を作っていただくことこそ、おもてなしの心」という気持ちで働いていたことを知って、仕事にやりがいを見出し「かぐらや」を継ぐ決意をする。ところが、奈緒子の女将襲名が決まった直後、「かぐらや」にやってきた藤堂から、失踪直前に宗佑が書いた新規事業計画書に複数の会社が関心を示した結婚式事業を一緒に立ち上げないかと誘われ、奈緒子と東京に戻り、石倉家で暮らし始める。辰夫が倒れてから「かぐらや」を手伝っていた奈緒子から女将を継ぎたいと告げられ、それを認める。しかし花嫁披露当日に石倉家に置き手紙を残して、再び失踪してしまう。シンガポールや台湾を渡り歩き、台北にある小籠包店で食べた小籠包の味に感動し、そのおいしさを日本に伝えるべくチェーン展開を真剣に考え、自ら志願して店主に弟子入りし修行している。帰国直前に奈緒子と通話中、携帯を誤って沸騰した鍋の中に落としてしまい、しばらく連絡が取れなかったことが奈緒子との離婚危機の一因となる。帰国後台湾で得た小籠包の味を元に全国チェーン展開を成し遂げ実業家として成功するが、親会社にその小籠包の味を盗まれ、事業に失敗してしまう。それから、奈緒子の親友である今日子の店に身を潜めながら店の手伝いをしていたところを奈緒子に見つかり神楽家に連れ戻されるが、志乃を選んで奈緒子と離婚か奈緒子を選んで志乃と勘当かの二者択一を迫られ、置き手紙を残した後直接、奈緒子に離婚届を預けて自身の覚悟と思いを話し、事業の後始末をつけるため全国お詫び行脚に向かった。そしてお詫び行脚から戻った後、もう一度小籠包で再起を図るため、優勝できなければ村田に紹介してもらった土産物屋の正社員に就職するという条件で、「金沢の名物弁当コンテスト」に小籠包をメインとして奈緒子と二人で完成させた「かぐらやの夫婦弁当」で参加する。結果入賞はしたものの優勝は出来ず夢を諦める決意をするが、奈緒子やかぐらやの従業員たちに後押しされてかぐらやの名物として「かぐらやの夫婦弁当」を再び作り上げることを認められ、辰夫の元で板前修業をすることになった。仕事が忙しかった奈緒子に代わって家事をこなしていたりと、掃除や料理が得意。また「かぐらや」にかかってきたオーストラリアからの予約の電話に英語で対応したり、台湾で生活し中国語を流暢に話すなど語学堪能。
神楽 辰夫（かぐら たつお）
演 - 山本圭
74歳→77歳。「かぐらや」の板長。志乃の夫で「菊亭」の板長とは若い頃一緒に修行した仲。奈緒子と宗佑が東京に戻った直後、脳出血で倒れる。出血の範囲は小さかったが、右半身麻痺の後遺症が残る。退院後は哲と健太に「かぐらや」の味を伝えながら、再び包丁を握るためにリハビリに励んでいる。神楽家で同居を始めた奈緒子の料理の味に苦言を呈した志乃から、舌が鈍感になっているのではないかと言われたことがきっかけで大喧嘩となり、神楽家を出て一時アトリエ禅に身を寄せる。脳出血の後遺症から味覚障害となったのではないかと不安になるも、病院での診察で亜鉛不足が原因だと分かる。余計な心配をかけさせたくない思いから志乃の前では頑固な態度をとっていたが、奈緒子の橋渡しで志乃と仲直りする。奈緒子の踊りの稽古をきっかけに昔なじみの駒子と再会し、駒子がかぐらやにやってきたことで志乃との老年離婚の危機に陥るが、奈緒子や幸の計らいによりことなきを得た。
神楽 瑠璃子（かぐら るりこ）→藤沢 瑠璃子（ふじさわ るりこ）
演 - 里久鳴祐果
21歳→24歳。良樹の妻。深雪と伸也の長女で「かぐらや」の若女将。8年前に病死した母の遺志を継いで、女将になるべく修業し、茶道と華道の師範免許を取得している。志乃が奈緒子の女将の素質を見抜いて以降、一方的にライバル視したが、奈緒子が女将になる意志がないことを知る。だが節子への奈緒子のおもてなしを目の当たりにし、奈緒子と切磋琢磨しながら女将修行をさせようとしていた志乃の真意を理解し、私に遠慮はいらないと奈緒子の背中を押し、女将修行を決意させた。想いを寄せている良樹からは妹にしか思われていなかったが、奈緒子からは応援されている。伸也が持ちかけた丈太郎との見合い話に応じるが、良樹への想いから一度は断りの返事を入れた。バスツアーの客への対応や金原の財布を盗んだ疑いをかけられた知子を信じられなかったことで若女将としての自信を無くしているところで、奈緒子をライバルだと思っていない生ぬるい考え方だから、えんじょもんの嫁である奈緒子に立場を奪われそうになると丈太郎に咎められるが、良樹に殴られ掴みかかろうとした丈太郎を止め、良樹が自分の大切な人だと志乃たちの前で告げ、奈緒子のように好きな人のことを好きだと胸を張って言えるような結婚がしたいと気持ちを打ち明ける。だが志乃に認知症の症状が出たため、「かぐらや」の将来のために結婚を決意する。良樹から丈太郎とは結婚してほしくないと告げられ、その言葉だけで十分だと良樹への気持ちを抑え込もうとするが、気持ちが揺らいで仕事でミスを連発し、自分の気持ちを見つめ直すためにしばらく休むよう志乃に告げられる。「かぐらや」に戻ってきた宗佑が旅館を継ぐ意思があることを知り、強引に丈太郎との縁談を進めようとした伸也に自分の幸せは自分で選ぶと反発する。そして奈緒子や志乃の後押しもあり、「かぐらや」を出て、良樹とともに人生を歩む決意をして、アトリエ禅で暮らし始める。辰夫が倒れた時には、奈緒子と共に「かぐらや」を手伝った。観光学を学ぶべく短大を受験するために、恵たちの協力を得て受験勉強をし、無事合格。芸大の講師を引き受けた良樹からのプロポーズを受け、結婚後東京に移住。しかし姑・圭子との関係がうまくいっておらず、良樹の出張中に家を飛び出して里帰りする。その後、夫・良樹が出張から帰ってくるまで旅館の手伝いをすることになる。その後良樹が迎えに来たものの優柔不断な対応に別居か離婚かを迫った。再度やってきた良樹から一緒にニューヨークに来てほしいと言われて了承するが、志乃に反対される。しかし直接圭子と話した志乃に海外へ行くまでの間は東京で一緒に暮らすことを条件にニューヨーク行きを許され、東京へと戻った。
神楽 翔太（かぐら しょうた）
演 - 草川拓弥
15歳→18歳。深雪・伸也の長男で高校生。奈緒子が「かぐらや」で働き始めた当初は、女将になる姉の邪魔をしていると誤解し、幸に仲良くならないよう告げたが、その後は幸とともに奈緒子と仲良くなる。瑠璃子が上京し、照子が支配人代行を務めて忙しくなってからは自ら朝食を作るようになる。「かぐらや」を継がず、サッカーを続けながらスポーツ医学の勉強をするために東京の大学に進学することを希望していたが受験に失敗して浪人。再度東京の大学進学を目指して勉強中であったがまたしても受験に失敗し、東京の大学は全て不合格となる。もう一度浪人して東京の大学を目指すか、受かっている地元の大学に通うか悩んだ挙句地元の大学に進学を決めた。
神楽 幸（かぐら さち）
演 - 木村真那月
8歳→11歳。深雪・伸也の次女で小学生。瑠璃子を母親のように慕うが、女将修行で忙しく、なかなか一緒に遊んでもらえず寂しく思っている。翔太から奈緒子と仲良くしないよう告げられるが、瑠璃子が風邪で寝込んでいた時に一緒に縄跳びをして懐き始める。瑠璃子に構ってもらえない寂しさから大輝と蔵に隠れるが、瑠璃子と和解する。中学生となってからはかねてからの夢であった女将修行を始める。
神楽 伸也（かぐら しんや）
演 - 小林すすむ
51歳→54歳。深雪の夫（入り婿）。「かぐらや」の支配人で瑠璃子・翔太・幸の父。瑠璃子を女将にすべく、丈太郎との見合い話を持ちかけるが、瑠璃子が良樹のことが好きだと知ってからは、娘の幸せのために良樹と一緒にさせるべきか、「かぐらや」のために丈太郎との縁談を進めるべきなのか、複雑な思いを抱く。戻ってきた宗佑が「かぐらや」を継ぎたいと志乃に告げたことで支配人としての立場が危うくなったため、強引に瑠璃子と丈太郎との縁談を進めようとしたが、瑠璃子に反発され、丈太郎からも正式に縁談を断られる。女将になるという深雪との約束を理由に瑠璃子を引き止めるが、深雪が娘の幸せを願っていたことを知り、志乃に頭を下げる。瑠璃子が家を出て良樹の元に行ってからは、すっかり元気をなくしていたが、志乃に二人とも大切な息子ということは変わらないと告げられ、奈緒子の女将襲名披露を自ら取り仕切る。志乃の名代で「台湾 加賀屋」の1周年のあいさつのために奈緒子と台湾を訪れた際、日本のおもてなしが十分通用することを知り、奈緒子とは帰国せず「台湾 加賀屋」で働きながら経営学を学び、「かぐらや」の今後の展開を考えたいと志乃に願い出て認められる。その後宗佑と同じ日に帰国するが、現在は再び海外に渡ってホテルの経営の勉強をしている。
神楽 深雪（かぐら みゆき）
演 - いしのようこ（写真のみ、第1シリーズ）
志乃・辰夫の長女。伸也の妻で瑠璃子・翔太・幸の母。「かぐらや」で女将修行をしていたが、元々体が弱く、8年前に仕事の無理がたたり、病気で亡くなる。亡くなる前日、「かぐらや」に縛られず、自由に生きなさいと瑠璃子に告げていた。

### かぐらや
谷本 照子（たにもと てるこ）
演 - 烏丸せつこ（第1 - 3シリーズ）
55歳→58歳。仲居頭。富山県氷見市出身。裁縫が得意。「かぐらや」への愛情が人一倍強いが、新人の仲居がすぐに音を上げて辞めてしまうほど、仕事の指導教育は厳しい。母親代わりとなって育ててきた瑠璃子を次の女将にするために、邪魔となる奈緒子を追い出そうとするが、次第に奈緒子を認めるようになる。戻ってきた宗佑が「かぐらや」を継ぎたいと言ったことに焦りを感じ、丈太郎との縁談を勝手に進めようとした伸也を非難する。夫を亡くした後、能登や金沢の旅館で住み込みで働いた後、30年前から「かぐらや」で働き、深雪の死後は神楽家の家事も世話している。子供がいなかった夫の姉夫婦にゆかりの面倒を見てもらい養女に出した際、二度と会わないと約束したため、「かぐらや」を訪れたゆかりと会うのを拒んだが、ゆかりが大切にしていた加賀手鞠を手渡した奈緒子に後押しされ、有紀子と村田たちの会食の手伝いを抜け出し、金沢駅でゆかりと再会。伸也の不在中は支配人代行を務めたが、俊平が正式に支配人に就任したので、仲居頭に戻る。ゆかりから夫の転勤をきっかけに富山で同居することを提案され、かぐらやに残ろうとするが志乃の言葉により同居することを決め、奈緒子にかぐらやの女将としても嫁としても認めている旨を話す。しかしかぐらやにやってきた伊川の件でまだまだ奈緒子には後を任せられないと思い直し、同居は先延ばしにしてかぐらやに残ることにした。
瀬野 有紀子（せの ゆきこ）
演 - 吉田羊（第2シリーズ5話 - 23話）
40歳。志乃の姪で山中温泉の旅館「花かぐら」の娘。子供の頃から女将となるべく育てられ、「美しい所作はおもてなしの基本、お客様を敬う心につながる」と教えられてきたため、立ち居振る舞いは美しい。華道は宇田川流の免許皆伝をしている。奈緒子が台湾に出かけている間、志乃に頼まれ「かぐらや」を手伝うが、その後自ら志願して女将修行を始める。結婚を機に実家を出るが、夫と浮気した女性との間に子供が生まれ、3人で新しい家庭を作りたいと告げられ、離婚調停中だった。自身の結婚後、弟夫婦が旅館を継ぎ、弟の嫁が女将となり実家にも帰れないため、このまま「かぐらや」の女将におさまろうと画策する。九兵衛の茶碗を割ったことを名乗り出ず結果的に奈緒子に罪を着せるが、木箱を落としたのを目撃した榛名に口止めしたり、奈緒子と榛名が仕事の後も一緒に出歩いている噂を村田に吹聴する。やがて夫から署名捺印入りの離婚届が送られ、「かぐらや」の人々にも真実を知られることとなり、精神的に追い詰められていく。そして志乃が紹介した片山津にある知り合いの旅館で働くことになり、「かぐらや」を去る。
城之内 みちる（じょうのうち みちる）
演 - 浅見れいな（第2シリーズ24話 - 最終話）
観光協会からの依頼で日本旅館のおもてなしを学ぶため、高級外資系ホテル・ルッツホテルから来た仲居研修生。同期の中で一番早くコンシェルジュとなり、ルッツホテルで一番のコンシェルジュになることが目標。支配人からホテルマンとして何か足りないものがあると言われ、それを見つけるべく「かぐらや」への研修に行くことになるが、その間に同期に追い抜かれる不安もあり、当初は旅館での研修や仲居の仕事に疑問を抱いていた。しかしズボンのアイロンがけを依頼した宿泊客にアイロンを渡そうとして相手を怒らせたり、そば殻入りの枕を出した宿泊客がアレルギー反応で病院に運ばれた際、奈緒子に一喝され、以降は気持ちを入れ替えて仲居の仕事に取り組むようになる。
榛名 武司（はるな たけし）
演 - 岩永洋昭（第2シリーズ）
36歳。ローマでイタリア料理の修行をした後、和倉温泉の旅館「みやびや」で3年間修行し、「かぐらや」にやってきた板前。寡黙だが真面目な性格で、「かぐらや」の味を学ぶ一方で新作料理の研究にも余念がなく、いつかは和食とイタリアンを合わせた創作料理に挑戦してみたいと思っている。いつも「みやびや」の料理長からもらった下駄を履いていて、アトリエ禅で下宿している。女将修行に励む奈緒子の真っすぐなところに次第に惹かれていく。
松本 咲子（まつもと さきこ）
演 - 田中こなつ（第3シリーズ）
かぐらやの新人仲居。以前は福井の料亭で仲居として働いていた。現在奈緒子行きつけのお茶屋カフェの二階で下宿中であり、休みの日などはお茶屋カフェの接客などの手伝いをすることもある。俊平が仲居の仕事を行っていた際は、教育係を行っていた。
柿沼 俊平（かきぬま しゅんぺい）
演 - 鈴之助（第3シリーズ）
能登の老舗旅館「柿沼」の長男。金沢の方言で「ぼんち」と呼ばれる跡取り息子。修行のためかぐらやで支配人見習いとして働き、支配人に就任。仲居の仕事を学ぶ際に教育係だった咲子に気がある様子。
増岡 均（ますおか ひとし）
演 - 中西良太（第3シリーズ - ）
俊平の付き人としてかぐらやにやってきた。庭師の仕事をしながら俊平の世話を焼く。咲子が休み仲居の人手が足らなくなった際は、自ら志願し客室に夕食を運び、料理の説明を宿泊客にすることもあった。第4シリーズからは支配人を兼任している。
小島 房子（こじま ふさこ）
演 - 沢田雅美（第4シリーズ）
照子の後任の仲居頭。仲居として数々の旅館を渡り歩いてきたベテランで、かつて志乃に仕えていたこともあり、“最後のご奉公”としてがぐらやへ。仲居や女将塾生に厳しい指導をしているが、綾を以前から知っていることから2人しかいない場所では“お嬢”と呼び、贔屓している様子が見られる。また女将塾生の寮の寮母もしている。
その他
- 広沢 知子（仲居） - 棟里佳
- 寺内 弘美（仲居） - 鈴木美恵（第1シリーズ）、西慶子（第2シリーズ - ）
- 篠原 和代（仲居） - 宮田真帆
- 西田 亜希（仲居） - 谷本知美
- 山本 哲（辰夫の下で働く板前） - 神木優
- 川上 健太（辰夫の下で働く板前） - 大久保浩
- 伊原 純（辰夫の下で働く板前） - 瀬戸尚哉（第4シリーズ）

### 奈緒子の家族
石倉 美也子（いしくら みやこ）
演 - 大森暁美
奈緒子の母。奈緒子に宗佑との離婚を勧める。
石倉 浩（いしくら ひろし）
演 - 深水三章（第1，4シリーズ）
奈緒子の父。失踪する1カ月前に宗佑と会っている。大学時代の後輩が取締役を務める東友ツーリストの仕事を奈緒子に紹介する。女将修行を始めた奈緒子を心配し「かぐらや」にやってきて、グローバルツアーズ時代の元上司・新谷が働く旅行会社への再就職の話を持ちかける。辰夫から深雪の話や女将修行の大変さを聞き、現実を見て行動するよう奈緒子を諭すが、旅行代理店で勤務した時よりも旅館の仕事が好きで、女将の仕事がしたいと思い、自ら「かぐらや」にとどまって女将修行をしている奈緒子の気持ちを理解し、誰もが認める立派な女将になれと励ます。
良美（よしみ）
演 - 竹本聡子（第1シリーズ）
奈緒子の妹。
良美の子供
演 - 須田琉雅（第1シリーズ）

### アトリエ禅
藤沢 良樹（ふじさわ よしき）
演 - 内田朝陽（7歳：岸靖人）
30歳。瑠璃子の夫で友禅染の職人。東京の芸術大学を卒業して金沢に移り、一人前の職人として認めてもらうべく、友禅の勉強をしている一方で、7歳の時に亡くなった姉の花嫁のれんを探し続けていた。恵たちとアトリエをルームシェアして暮らし、金沢で行く場所がなかった奈緒子に一緒に下宿することを提案。奈緒子とはえんじょもん同士ということもあり、気が合い、仕事が忙しかった両親に代わって世話をしてくれた姉への思慕から、奈緒子に姉の面影を重ね、好意を抱くようになる。大好きな姉が嫁ぐのが嫌で、昭三の元へ花嫁のれんを届けた姉からの電話に急にお腹が痛くなったと嘘をついたが、その結果、能登で宿泊予定だった姉の帰京を早め、その途中で事故死したことを自分のせいだと悔やみ、ずっと責め続けていた。なお姉の死後、両親の離婚により、母方の藤沢姓（父方の姓は不明）を名乗っているため、俊秋は良樹のことを自分と結婚する予定だった相手の弟だと気づかなかった。瑠璃子から告白され、自分への想いを改めて知り、財布を盗んだ疑いをかけられた知子を信じることができずに若女将としての自信を無くしていた瑠璃子を咎めた丈太郎を殴る。それでも「かぐらや」のために縁談を進めようとする瑠璃子に、丈太郎とは結婚してほしくないと伝え、神楽家を出た瑠璃子を迎え入れる。その後コンクールで優秀賞を受賞し、芸大時代の同級生から大学で伝統工芸を教える講師の話を持ちかけられ、瑠璃子に一緒に東京に来てほしいとプロポーズし結婚。奈緒子と瑠璃子の花嫁のれんを作る。しかしその後母・圭子との同居が原因で自身がニューヨークへ出張している間に妻・瑠璃子が実家に戻ってしまい、帰国後かぐらやに迎えに行くが圭子との別居か瑠璃子との離婚かを迫られてしまう。母・圭子か妻・瑠璃子か選べずにいたが、最終的に瑠璃子を連れてニューヨークへ行くことを決意した。
吉田 恵（よしだ めぐみ）
演 - 中村映里子
24歳→25歳。金沢の大学院で金沢の伝統文化を研究し、金沢の風習を知らなかった奈緒子に教えている。良樹たちとルームシェアをしている。
森川 勝（もりかわ まさる）
演 - 北村栄基（第1シリーズ）
能登出身の大学生。良樹たちとルームシェアをしている。
福島 将彦（ふくしま まさひこ）
演 - 有川良太（第1シリーズ）
大学生。良樹たちとルームシェアをしている。
関口 洋子（せきぐち ようこ）
演 - 吉川麻衣子（第2シリーズ）
25歳。恵の同級生。良樹たちとルームシェアをしている。

### 菊亭
菊（きく）
演 - 南一恵
「かぐらや」と一二を争う老舗旅館「菊亭」の大女将。姓：朝倉（あさくら）。本当は志乃とは気が合うが、40年ほど前に若女将だった頃、百万石まつりに着ていく着物を選んだ際、同じ一点物の反物に惚れこみ取り合いになったため、志乃をライバル視している。楓に「菊亭」を継がせたいと思っているが、志乃の孫である翔太と交際していることを知り、東京の大学への進学を反対していたが、大学の4年間だけの条件付きで上京を認める。女将塾の面接試験時は審査員を務めた。
また、南はこのドラマの方言指導も担当している。
吾郎（ごろう）
演 - 木ノ内頼仁（第1シリーズ）
「菊亭」の料理人。辰夫が倒れた為、応援で「かぐらや」の板場に入る。
楓（かえで）
演 - 指出瑞貴（第2シリーズ）
菊の孫。同じ高校の同級生である翔太と交際している。成績優秀で生徒会役員を務め、華道部に所属している。料理が得意。ファッションの勉強をするために東京の大学への進学を希望する。

### 熊谷交通観光
熊谷 節子（くまがい せつこ）
演 - 田岡美也子
丈太郎の母。2人の息子を育てながら、夫と小さい会社を従業員800人の大会社・熊谷交通観光に成長させてきた。長男の嫁とうまくいかず、いびっていたのを夫と長男に叱られ、家に居づらくなった為、「かぐらや」に客としてやってくる。丈太郎と瑠璃子の縁談に反対し、瑠璃子に我がままを言いつける。しかし朝食にパンを食べることと貸し切りで風呂に入るという要望を瑠璃子に断られるが、奈緒子が案内した恵の中学時代の同級生が営むパン屋で朝食をとったり、チェックアウトした客や連泊客が外出して不在となったタイミングで風呂に入ることができた。なお貸し切りで風呂に入る要望をしたのは単なる我がままだけでなく、背中にある大きな火傷の痕を人に見られたくなかったためだった。瑠璃子から伝統と格式という「かぐらや」のあり方、奈緒子からは「かぐらや」の心を知り、丈太郎に縁談を進めることを許す。しかし、奈緒子が女将修行を始めたことを知り、瑠璃子を次の女将にしなければ丈太郎との結婚は認めないと志乃に告げる。後に、息子丈太郎が江美子と結婚、嫁姑問題で丈太郎が離婚する。瑠璃子が夫とうまく言っていないことを聞きつけ、再度、丈太郎との再婚を画策してかぐらやにやってくる。
熊谷 丈太郎（くまがい じょうたろう）
演 - 山下徹大
32歳-35歳。大阪の観光会社・熊谷交通観光の常務。社長の次男で、大学卒業後修行のために海外の観光会社で働いていた。品位がなく、何事も金銭に例えようとする。見合いの席で瑠璃子を気に入り、「かぐらや」の老舗旅館としてのおもてなしを商売につなげようと金沢の観光に力を入れ、友の会の会員向けにバスツアーを計画し、何が何でも成功させて瑠璃子を次の女将に押し上げて結婚しようとする。さらに奈緒子が女将修行を始めたことを知り、大女将としての判断という志乃の真意を探ろうとする。バスツアーの客への対応や金原の財布が紛失した件で疑われた知子を信じられず、若女将としての自信を無くしていた瑠璃子をさらに追い詰めるような叱責をし、瑠璃子を送りに「かぐらや」にやってきた良樹に瑠璃子の気持ちを分かろうとしていないと殴られる。止めに入った瑠璃子にも良樹は自分の大切な人だと告げられてショックを受けるが、気持ちに踏ん切りをつけ、縁談を正式に断る。第2シリーズで江美子と結婚したが、後に嫁姑問題がきっかけで離婚していたことが明らかになる。大阪からのツアー添乗員としてかぐらやを訪れた際、帰省していた瑠璃子と再会し、瑠璃子に再び気がある様子を見せる。
熊谷 江美子（くまがい えみこ）
演 - 中野若葉（第2シリーズ）
丈太郎の元妻で元ヤンキー。大阪で観光バスのガイドをしていたが、丈太郎との結婚後は熊谷交通観光でバスツアーの添乗員をしている。似た経歴を持つ奈緒子と意気投合する。節子に自分のクリームや丈太郎から初デートの時に贈られて大切にしていたアロマオイルを勝手に使われたり、無断で部屋の壁紙を変えられたことに腹を立て、節子と口論を繰り広げるが、志乃の一計により節子が自分のことを思っていたことを知り、我慢せずに言いたいことを言おうと決めるが、間も無く離婚。

### 金沢の人々
村田（むらた）
演 - 黒部進
「かぐらや」の上客である華道・宇田川流の家元で、商工会議所の役員。博多から来た友人と会食するために「かぐらや」を訪れた際、誤って便所の神様の人形を客室の床の間に飾った奈緒子の失態に激怒するが、その後大女将を辞めると告げた志乃の覚悟を目にし、怒りを鎮める。気難しい性格だが、人を見る目があり、細やかな気遣いのできる奈緒子を気に入り、いい女将になると褒めている。辰夫が倒れた際、奈緒子たちの頼みを受け、「かぐらや」の味を取り戻すために協力をする。「かぐらや」のご意見番として志乃や奈緒子から相談を持ちかけられる。
観光協会課長
演 - 西山浩司（第1シリーズ）
金沢市観光協会の課長で、丈太郎の見合いに立ち会う。
土産物店店主
演 - 春海四方（第1シリーズ）
長町にある土産物店店主。「かぐらや」をクビになった奈緒子を宗佑の妻だと知らずにアルバイトに雇い、岡島醤油を店に仕入れるために奈緒子を交渉役として能登に行かせる。
木下 初江（きのした はつえ）
演 - 左時枝（第2シリーズ）
近江町市場にある漬物店「漬物や」店主。夫とは死別し、2人の息子も独立し、現在は一人暮らし。かつては金沢の料亭の仲居頭で、引退して20年たつ。手伝いに行くもすぐに逃げ出してしまう人が続出するほど厳しく、志乃や照子も手伝いに行ったことがある。
澤井（さわい） / 澤井の妻
演 - 小林勝也 / 神保共子（第2シリーズ）
老舗料亭「澤乃井」の支配人と女将の夫婦。夫の健康診断の結果を知った妻が無断で秘蔵の酒を捨てたため、離婚の危機となる。村田の発案で設けられた「かぐらや」での食事会の席で二人の仲裁に入った辰夫と志乃のケンカを目にし、不穏な空気のまま退席したが、その後仲直りしており、辰夫と志乃のケンカ話をあちこちで言いふらしている。
西村 今日子（にしむら きょうこ）
演 - 加藤忍（第3シリーズ）
奈緒子が休憩中に足繁く通うお茶屋カフェの店主、奈緒子の親友。店の二階を下宿場にしており、そこに咲子が下宿している。事業に失敗して行く当てのない宗佑を店で匿っていたところに離婚調停中の夫が現れるが、宗佑の介入により晴れて夫と離婚することができた。
中瀬川 駒子（なかせがわ こまこ）
演 - 岩本多代（第3シリーズ）
日本舞踊中瀬川流の師範で先代家元。辰夫とは昔なじみで旧知の仲。村田の紹介で奈緒子に踊りの稽古を付けている。嫁姑間の拗れから家出して「かぐらや」に逗留、志乃・辰夫夫婦の諍いの元となる。
中瀬川 晴美（なかせがわ　はるみ）
演 - ひがし由貴（第3シリーズ）
駒子の息子の嫁。駒子の踊りの弟子でもあり中瀬川流家元の後継者。
その他
- 茶屋の店主 - 今谷フトシ（第2シリーズ）
- 茶会に出席した女将 - 奥田由美（第2シリーズ）
- 兼六園の係員 - 中村順一（第2シリーズ）
- 海鮮丼屋の店長 - 丹羽義幸（第2シリーズ）
- 「漬物や」の客 - 布島直子、あざみゆみこ、伊藤京子（第2シリーズ）
- 魚屋 - 片山淳平（第2シリーズ）
- お茶屋カフェ店員 - 森見春菜（第3シリーズ）
- 小籠包かぐらや弁当のお店 バイトのお姉ちゃん（あみちゃん） - 大西礼芳（第4シリーズ）32話

### 台湾の人々

#### 台湾 加賀屋
中谷 圭子（なかたに けいこ）
演 - 中村綾（第2シリーズ）
「台湾 加賀屋」の仲居。和倉温泉にある「加賀屋」の本当のおもてなしを「台湾 加賀屋」の仲居たちに伝えるべく、自ら志願して台湾に渡り、教育係を務める。オープン1周年を目前にサービスを維持すべく仲居たちに厳しく指導するが、王たちに反発され、女将から一時暇をとらされるが、後に王たちと和解。宗佑によく仕事の相談をしており、それが奈緒子が宗佑を見つけるキッカケとなる。
王（わん）
演 - 香椎凛（第2シリーズ）
「台湾 加賀屋」の仲居。奈緒子・伸也の部屋を担当。父親が日本に留学していたことがあり、家族で日本が好きで、日本の伝統と文化に興味を持って仲居となるが、圭子の指導の厳しさに不満を抱く。圭子の本心を知るも、他の仲居たちと一緒に辞めようとする。しかし宗佑から圭子が厳しくするのは自分のためを思う親心からだとアドバイスされ、研修中に風邪で寝込んだ時に圭子が家族のように看病してくれたことを思い出し、他の仲居たちを説得して戻ってくる。
その他
- 仲居頭 - 曾安琪（第2シリーズ）
- 仲居 - 洪韶卿、呉欣芸、潘君妍（第2シリーズ）
- フロント係 - 徳光重人（第2シリーズ）
- 宿泊客（仲居たちからサプライズで誕生日を祝福される） - 張原滋、徳光智津子（第2シリーズ）

#### 小籠包店
リンメイ
演 - 王妤嫻（第2シリーズ）
小籠包店の店主の娘。宗佑を自宅に下宿させているため、親しくしている様子を目撃した奈緒子に新しい彼女だと誤解される。
店主
演 - 陳坤進（第2シリーズ）
リンメイの父。小籠包の味に感動した宗佑に懇願され、自分の店で修行させ、自宅に下宿させる。

#### その他
占い師
演 - 林秀真（第2シリーズ）
占い横丁の占い師。奈緒子を占い、宗佑には会えるが、その影には女ありと告げる。
町の人
演 - 李昱昇、楊景翔（第2シリーズ）
宗佑を探している奈緒子に協力し、写真に写っていた霞海城隍廟と占い横丁に案内する。

### 金沢女将塾
片瀬 真知子（かたせ まちこ）
演 - 矢田亜希子（第4シリーズ）（小学生時代：木村心結）
女将塾の塾生。能登の漁師町で漁師である父の手伝いをしていた。亡くなった祖母が営んでいた漁師民宿を再開するため、女将になろうとしている。応募の際に送った履歴書の文字が金釘文字だったことや、着物を一人で着付けられないことなどから、志乃や房子からは“鈍で雑”などと酷評されているが、奈緒子は女将の素質があると感じている。座右の銘は勘働きに休日無し。明るく一本気で、仲間や客のことに深く感情移入してしまうお節介な性格。
卒業試験に無事1番で合格し、陣内リゾートの和風旅館の女将になるよう誘われるが、祖母の民宿を再開したい気持ちから断った。
宮崎 綾
演 - 原田佳奈（第4シリーズ）
女将塾の塾生。山代温泉郷の老舗旅館「宮崎屋」の娘。兄嫁が女将になったが、どうしても女将になりたいと思っている。所作や書などが優秀であるため志乃や房子は高評価を受けているが、房子が必要以上に自分を贔屓していることに困惑している様子。塾生から自分の経営する旅館の女将を探している陣内に想いを寄せるがなかなか行動に移せず、また真知子と親しくする様子に複雑な感情を抱いている。大人しくて落ち着いた性格。
女将塾の卒業試験に合格し、陣内リゾートの女将の話を断った真知子の代わりに奈緒子の勧めで陣内リゾートの女将になった。
白山 香
演 - 広澤草（第4シリーズ）
女将塾の塾生。航空会社の元キャビンアテンダント。英語が流暢のため、志乃から女将になるための覚悟を書道で提出するよう言われた際は「girls be ambitious」と記した。さばさばした性格から真知子や佑美と仲が良い。機転が利きしっかり者のため、奈緒子や志乃からも頼りにされている。母が過干渉で、以前の職場も自分がハードなシフトで体調を崩した時に母が職場に文句を言ったことを機にいづらくなって辞めた。父は海外転勤が多い。奈緒子に推薦された海外の観光客を積極的に受け入れている和倉旅館の女将になった。
石野 佑美
演 - 川村ゆきえ（第4シリーズ）
女将塾の塾生。元グラビアアイドルで元OL。セクハラを受けたためOLをやめ、自分を変えたいと思って女将塾に参加することにした。かぐらやで修行していることが写真週刊誌で報道されたこともあった。明るくて何でもはっきり言う性格。少しわがまま。卒業試験合格後、銀座のクラブのママからの誘いもあったが、女将になりたい気持ちから断り、金沢の旅館の女将になった。
泉 久美子
演 - 伊佐美紀（第4シリーズ）
女将塾の塾生。元看護師。房子らの厳しい指導に耐えられないという手紙をポストに残して京子と共に寮から脱走。女将塾を離脱した。
西川 京子
演 - 斎藤ナツ子（第4シリーズ）
女将塾の塾生。元予備校講師。久美子と共に手紙をポストに残し、寮から脱走。女将塾を離脱した。

### かぐらやの客たち
森岡 慎太郎（もりおか しんたろう）
演 - 大石吾朗（第1シリーズ）
「かぐらや」の常連客で、毎年秋に訪れている。辰夫とは客と板長の垣根を越えて、酒を酌み交わす友人。志乃の留守を預かっていた瑠璃子のミスにより、指定した部屋と別の部屋に案内され、伸也が勝手に芸妓を手配したことも裏目に出て、連泊のキャンセルと「かぐらや」にはもう来ないことを告げる。だが、それは浅野川での友禅流しが好きだった妻が3年前に亡くなり、妻との楽しかった思い出を思い返すのが辛かったためで、上着のボタンが取れかかっているのに気づいた奈緒子が辰夫との会話を偶然聞き、良樹の協力を得て浅野川で友禅流しした反物を飾ったのを見て、妻との良い思い出をもう一度思い出し、キャンセルを取り消して、今後も毎年訪れることを伝えた。
森本（もりもと）
演 - 中根徹（第1シリーズ）
大輝の父で東京にある大学の教授。金沢で開かれる学会に出席するため、息子の大輝と「かぐらや」を訪れる。幸と一緒に蔵に隠れた大輝に奈緒子が手を上げたことに腹を立て、「菊亭」に宿替えしてしまう。しかし大輝が奈緒子の絵を描いていたのを目にし、妻の死後、自分も含めて大輝を叱る人がいなくて、余計に寂しい思いをさせていたことに気づき、帰京前に「かぐらや」を訪れ、宿替えしたことを詫びた。
森本 大輝（もりもと たいき）
演 - 渡辺哲史（第1シリーズ）
森本の息子で小学2年生。母親を亡くし、学会への出席などで父親が忙しく、ずっと寂しい思いをしていた。部屋を抜け出して迷い込んだ母屋で出会った幸と一緒に蔵に隠れ、奈緒子に叱られて頬を叩かれる。宿替えした「菊亭」でも部屋を抜け出して一人で遊んでいたが、奈緒子に見つかり追いかけっこをする中で自分が叱られた真意を知り、奈緒子と和解する。そして「菊亭」の仲居たちが自分を探している姿を見て、奈緒子や「かぐらや」の人々が心から心配していたことに気づき、帰京する前に「かぐらや」を訪れ、奈緒子に自ら描いた奈緒子の絵を渡した。
白石（しらいし）
演 - 桑原辰旺（第1シリーズ）
一人で宿泊にきたが、友人と部屋で一緒に食事するために二人分頼んでいた夕食が一人分しか用意されなかったことを和代に注意する。本来担当だった弘美が子供の発熱で早退する際、奈緒子に伝達し忘れ、和代にも引き継ぎされなかったことによるミスだったが、板場の機転で友人の到着に夕食を間に合わせた。
吉野 智恵（よしの ちえ）
演 - 上月左知子（第1シリーズ）
毎年「かぐらや」に訪れ、辰夫の作るアワビの大船煮を楽しみにしている。しかし、夕食時に入れ歯の具合が悪いことを知った奈緒子が勝手にホタテの煮物に変えてしまったために食べられなかった。翌日、それを知った志乃と友禅の反物の店に出かけている間に、辰夫が調理したアワビの大船煮を「かぐらや」に戻ってきてから食べることができた。
金原 咲江（きんばら さきえ）
演 - 山口美也子
熊谷交通観光のバスツアーで「かぐらや」を訪れた客。風水で方角が悪いから部屋を変えてほしいと言ったり、市場で買ってきた鯛でカルパッチョを作ってほしいなどの我がままを言った上、市場に忘れてきた財布を紛失した時には部屋付き仲居だった知子が盗んだと疑った。大女将である志乃が対応せず、奈緒子と瑠璃子に任せていることに腹を立てていたが、最後は志乃に一喝され謝罪する。
白銀 吟子（しろがね ぎんこ）
演 - 小柳友貴美
熊谷交通観光のバスツアーで「かぐらや」を訪れた客。常にカメラを手放さず、金原同様に床の間の花をバラに変えてほしいなどの我がままを言い、一緒になって知子が金原の財布を盗んだと疑うが、最後は志乃に一喝され謝罪する。
立浪 春枝（たつなみ はるえ）
演 - 伽代子（第1シリーズ）
熊谷交通観光のバスツアーで「かぐらや」を訪れた客。金沢の寒さや暖房による乾燥に耐えられず、部屋にホットカーペットや加湿器を持ってくるよう頼む。
日向（ひゅうが）
演 - 志賀眞津子（第1シリーズ）
足が不自由で、一人でいても退屈で一人旅をしている。用事があるたびに宗佑におんぶをしてもらい、兼六園の案内も宗佑に頼む。これまで旅館と駅との往復ばかりだった旅で楽しい思い出ができたと宗佑に感謝すると同時に、誰かと一緒にいることの楽しさを知り、実家に寄り付きもしなかった息子夫婦が一緒に住もうと声をかけてくれている話に素直に甘えてみることにする。宗佑に旅館での仕事にやりがいを見出すきっかけを与えた。
木島（きじま）
演 - 永幡洋（第1シリーズ）
「かぐらや」の常連客。吾郎が作った料理を「かぐらや」の味ではないと評する。「かぐらや」を閉める噂を耳にして心配する。
大阪からのバスツアー客
演 - 明石恵子、二宮未音、東佳代子（第2シリーズ）
吉川（よしかわ）
演 - 長谷妙子（第2シリーズ）
古希の祝いで、娘夫婦と「かぐらや」を訪れ、子供の頃に桔梗の花を摘んだ話を覚えていた志乃の心遣いに感謝する。
渡辺（わたなべ）
演 - 邦城龍明、溝口園枝（第2シリーズ）
毎年秋に夫婦で「かぐらや」に宿泊に来る。
かぐらやの客
演 - 加藤一裕（第2シリーズ）
「かぐらや」の手伝いに来た有紀子の立ち振る舞いを見て、女将に見えると告げる。
谷岡（たにおか）
演 - 松澤輝朝（第2シリーズ）
金沢の紅葉と奈緒子の顔を見に「かぐらや」にやって来る。
藤村 九兵衛（ふじむら きゅうべえ）
演 - 樋浦勉（第2シリーズ）
能登在住の人間国宝の陶芸家。新たに窯を開く場所を探すべく金沢にやって来る。頑固で気難しい性格で、えんじょもんが大嫌いだが、それは東京出身の弟子が無断で大津に窯を開いたことが許せなかったことに起因する。加えて、それでご飯を食べることを楽しみにしていた自作の茶碗を、奈緒子の不注意（実際は有紀子が誤って茶碗の入った木箱を落とした）により割られてしまう。塩気のある料理や好きな漬物に箸をつけないのを気に留めていた奈緒子が、初江の仕事を手伝う傍ら完成させた塩をあまり使わない漬物を食べ、気に入る。さらに志乃の依頼を受け、弟子が金継ぎで茶碗を修復させた仕事ぶりを目にし、弟子が窯を開いた後で師匠の偉大さを改めて思い知り、後悔していることを聞かされる。それでも割れた茶碗と漬物とは話が別だと奈緒子をなかなか許そうとしない懐の浅さを志乃に指摘され、最終的に奈緒子を許した。初江とは腐れ縁で、思いを寄せていた女性に失恋した痛手が茶碗を作らせたことが明かされた。
坂本（さかもと）
演 - 宗村嘉映
有紀子の生花を褒める。
小川（おがわ） / 小川の娘
演 - 仙頭美和子（第2シリーズ） / 植田ゆう希（第2シリーズ）
亡き夫の写真を持って「かぐらや」を訪れる。冬の金沢に家族3人で行く約束をしていたことを聞いた奈緒子の心遣いに感謝する。
大越（おおこし）
演 - 菅野久夫（第2シリーズ）
妻と「かぐらや」を訪れ、奈緒子を部屋付きに指名。
檜山（ひやま）
演 - 北林悌（第2シリーズ）
ジョージを「かぐらや」に連れてくる。
ジョージ
演 - GARY GOLDSTEIN（第2シリーズ）
檜山の取引先のアメリカ人。
大谷（おおたに）
演 - 十貫寺梅軒（第2シリーズ）
「かぐらや」の味とおもてなしに感謝の気持ちを伝えるために志乃と辰夫を呼び出す。
白井（しらい）
演 - 野口寛（第2シリーズ）
ズボンのアイロンがけを依頼したが、アイロンを渡そうとしたみちるの対応に腹を立てる。
小林（こばやし）
演 - 山崎栄（第2シリーズ）
枕の交換を依頼したが、みちるにそば殻入りの枕を出されたため、アレルギー反応を起こし、病院に運ばれる。
若林（わかばやし）
演 - 伊予ひろし（第2シリーズ）
「かぐらや」を発つ時、志乃と辰夫がケンカしているのではと言った。
結城（ゆうき）
演 - 倉持一裕（第2シリーズ）
翔太と楓の騒動を聞きつけ、廊下に出てくる。
松井（まつい） / 松井の妻
演 - 児玉謙次（第2シリーズ） / 岩倉高子（第2シリーズ）
40回目の結婚記念日を迎え、お祝いで出された和菓子に感激する。
湯原 千里（ゆはら ちさと）
演 - 松本若菜（第2シリーズ）
宗志の母。宗志を連れて「かぐらや」に宿泊するが、翌朝宗志を残して姿を消す。長崎県で働いていた居酒屋がつぶれてしまい、新しい仕事を探すために長崎に戻っていた。宗志の父である男性は当初妊娠を喜んでいたが、手がけていた事業が軌道に乗りかかっていた時期もあり、お腹の子を堕ろしてほしいと告げて姿を消してしまう。その後長崎ちゃんぽん店で知り合った宗佑に相談したところ、宗佑からの助言で出産を決意した経緯がある。そのため、宗志には実父にあたる男性ではなく、宗佑が父だと話していた。居酒屋の仕事が決まったものの、宗志と二人で暮らせるよう昼間の仕事を探し直すため、神楽家に宗志を預けて、再び長崎に戻る。
湯原 宗志（ゆはら そうし）
演 - 庄司龍成（第2シリーズ）
千里の息子。千里と「かぐらや」にやって来るが、千里が長崎に帰ったため神楽家で預かることになる。血のつながりはないが、千里の言葉を信じ、宗佑を「父ちゃん」と呼んでいたことが奈緒子と宗佑を仲違いさせる原因となる。
工藤ミヨ（くどう みよ）
演-茅島成美（第3シリーズ）
志乃の幼馴染。優しくてお淑やかで親切だったが、全く変わっていた。しかし、あることで志乃へ謝る為、福岡からやって来た。
伊川正（いがわ ただし）
演 - 増本庄一郎（第3シリーズ）
風変わりで無口な画家。宿泊の際はいつも照子が担当していたが照子が不在で瑠璃子や奈緒子が担当するが全く心を開こうとせず周囲を困惑させる。しかしその後担当に戻った照子の振る舞いや接し方が、奈緒子がおもてなしの極意を学ぶきっかけとなった。実は有名な風景画家で、やってきた画商から逃れかぐらやを後にした。
高岡（たかおか）
演 - 今里真（第3シリーズ）
俊平の元同期でルッツホテルの従業員。
高岡の部下
演 - 志野リュウ、いそむら智彦（第3シリーズ）
吉本 キミ
演 - 久松夕子（第4シリーズ）
真知子が金沢女将塾の面接後に出会った年老いた女性。路上でうずくまって苦しそうにしていたところ、真知子が声をかけ、泊まっていたかぐらやまで背負って連れてきて世話をした。このことが、いったんは不合格に決まっていた真知子が、奈緒子の強い勧めで合格に変わるきっかけとなる。
佐藤
演 - 筒井巧（第4シリーズ）
夫婦と娘で訪れた泊り客。娘の誕生日に友禅のカバンをプレゼントしたが、真知子が料理を運ぶ際に転んでそのカバンを汚してしまう。
佐藤の娘
演 - 飛田智子（第4シリーズ）
服部
演 - 柴田次郎（第4シリーズ）
日本海の魚料理を楽しみにして来た宴会客。健太と哲が病気でおらず、純はまだ魚をさばくことができないため、板長と共に真知子が魚をさばいてお出しした。
木村
演 - 若松力（第4シリーズ）
週刊誌の記者。
中島
演 - 橋野純平（第4シリーズ）
週刊誌のカメラマン。この2人は、元グラビアアイドル石野佑美がかぐらやで女将修行していることを記事に掲載する。
本宮
演 - 西川和宏（第4シリーズ）
村田の弟子。そばアレルギーがあるが、板場に伝えられていなかったためそば粉が入った料理が出され、救急車で運ばれる事態になる。
山本
演 - 山口晃（第4シリーズ）
久美子と京子が靴を違う色のクリームで磨いたため怒った客。このことで房子が久美子と京子を厳しく指導し、この2人が女将塾から逃げ出すきっかけになる。
陣内達也
演 - 須賀貴匡（幼少期：平林智志）（第4シリーズ）
ホテル経営会社・陣内リゾートの社長。和風旅館のオープンを考えており、女将塾に関心を持っている。幼少時に両親と共に真知子の祖母の民宿に泊まったことがある。
葛城みどり
演 - 沢田亜矢子（第4シリーズ）
銀座の一流クラブ・シンディのママ。佑美を引き抜いて自分の店に招こうとする。

### その他
木村（きむら）
演 - 金子裕（第1シリーズ）
グローバルツアーズの社員、奈緒子の部下。2人目の子供が生まれ、妻もその出産を機に退職した矢先にグローバルツアーズ倒産の憂き目に遭う。その後、事情を知る奈緒子から東友ツーリストの仕事を譲られる。奈緒子に「旅館の女将の仕事も向いている」と話す。
岡島 俊秋（おかじま としあき）
演 - 斉藤陽一郎（第1シリーズ）
七尾市の観光課の職員。昭三の息子。良樹の花嫁のれん探しに協力。現在の妻の前に良樹の姉と結婚する予定だったが、良樹の姉が花嫁のれんを届けた帰りに事故で亡くなったため、心のどこかで父親を許せず、時には押し付けとなる風習に縛り付けられる必要はないと思っている。しかし、良樹の姉が届けた花嫁のれんを昭三が大切に持っていたことを知り、伝統や風習は受け継いでいくものと昭三の後を継ぐことも考え始め、休みの日には店を手伝うようになった。
岡島 昭三（おかじま しょうぞう）
演 - 森下哲夫（第1，3，4シリーズ）
七尾市の一本杉通りにある岡島醤油の店主。俊秋の父。妻の死後、やもめ暮らし。「能登の醤油は能登でしか売らない」と考える頑固な性格で、口コミで評判となっている醤油の仕入れの話をずっと断っていたが、交渉を粘り続ける奈緒子に俊秋と結婚する予定だった良樹の姉を重ね合わせていた。えんじょもんである良樹の姉と俊秋との結婚に反対し、「花嫁のれんを持ってこなければ嫁と認めない」と告げたが、良樹の姉が花嫁のれんを届けに来た帰りに事故死したため、それ以降は後悔し続け、花嫁のれんを大切に持っていた。奈緒子や良樹と関わったことで、たくさんの人に思い出を売っていくのも悪くないと思うようになり、土産物店に醤油を卸すことを了承した。
トメ
演 - 前沢保美（第1シリーズ）
岡島醤油の向かいにある七尾仏壇店の店主。観光客の来客で忙しい時は岡島醤油に手伝いにくる。昭三に自分の思ったことや、醤油をたくさんの人に味わってもらいたいと言っていた良樹の姉と奈緒子が似ていたことを話した。
医師
演 - 小嶋尚樹（第1シリーズ）
石川中央病院の医師。認知症の検査を受けた志乃と脳出血で倒れた辰夫の担当医。
藤堂 孝之（とうどう たかゆき）
演 - 松林慎司（第1シリーズ）
宗佑の大学時代からの親友。大学卒業後も宗佑と交流があり、新入社員時代にセールスが上手くいかず、自腹を切ってノルマをこなしていたことを知った宗佑が多くのアクセサリーを購入し、助けられたおかげで今の会社を立ち上げられたことをずっと感謝している。宗佑が書いた新規事業計画書に複数の会社が関心を示していることを伝えた上で、宗佑に一緒に事業を立ち上げようと誘う。
ゆかり
演 - 穂花（幼少期：藤尾奈々果）（第2，3シリーズ）
照子の娘。父が亡くなってからは父方の伯母夫婦の養女となる。伯母夫婦を実の親と思っていたが、短大を卒業して就職する際に戸籍から照子が実母であることを知り、結婚する前に一度でも会って報告したいと思い、金沢にやってくる。物心ついた時から加賀手鞠を照子のたった1つの大切な思い出と持ち続けていた。奈緒子の尽力もあり、帰京前には金沢駅で照子と再会できた。
女の人
演 - 平瀬美紀（第2シリーズ）
良樹の芸大時代の同級生で、講師の話を持ちかける。
富山からの客
演 - 山科妃登美（第2シリーズ）
寝たきりの祖母に水を飲ませようと、神社へ汲みに来る。
福井からの客
演 - 関家史郎（第2シリーズ）
おいしいという評判を聞き、神社に水を汲みにくる。
茶会に出席した女将
演 - 奥田由美（第2シリーズ）
女子高生
演 - 仲川子夢、河野奈々、川野夢生花（第2シリーズ）
翔太の追っかけファンで、ひと目見ようと朝から「かぐらや」にやって来る。
石井 伸一
演 - 谷川功（第3シリーズ）
宗佑の秘書。
竹村
演 - 長岡尚彦（第3シリーズ）
今日子の元夫。自身の浮気が原因で今日子との離婚調停中であるが、納得できず彼女を追って金沢までやって来る。その後、宗佑の言葉に押されて離婚届に記入し、正式に今日子と離婚した。
藤沢 圭子（ふじさわ けいこ）
演 - 岡本麗（第3シリーズ）
瑠璃子の姑で良樹の母。東京で雑誌の編集長をしているキャリアウーマン。家を飛び出した瑠璃子を連れ戻しにかぐらやにやってくるが、頑なに戻ろうとしない瑠璃子に憤慨し、単身かぐらやを去る。しかし志乃と奈緒子の申し出に押され、良樹が出張から帰ってくるまで結論を待つことになった。その後、東京の自宅までやってきた志乃から良樹のニューヨーク行きを初めて聞かされて憤慨するが、将来のためにニューヨーク行きを賛成する。
藤堂
演 - 山田明郷（第3シリーズ）
ルッツホテル支配人。
片瀬 フミ
演 - 藤田弓子（第4シリーズ）
真知子の亡くなった祖母。生前は民宿を営んでいた。
片瀬 恒雄
演 - 青山勝（第4シリーズ）
真知子の父。能登で漁師をしている。
白山知寿子
演 - 川俣しのぶ（第4シリーズ）
香の母。過保護で、娘である香には甘く、彼女がハードなシフトで体調を崩した際にはその職場に文句を言って仕事の量を無理矢理減らさせたこともある。女将塾に通っている香が厳しい指導を受けていることを聞いてかぐらやを訪れ、彼女に対して女将塾を辞めて家に帰ってくるように言った上で家でも出来る仕事などを提案したが、その事に激怒した香から今までの行動を咎められ、最終的には自分の過保護さを反省すると共に奈緒子に対して「香をよろしくお願いします」と告げてかぐらやを去って行った。
ナレーション / まつの声（第1シリーズ第39話）
演 - 木野花

## スタッフ
※特記のないものは、初期からの参加。
- 企画：横田誠（東海テレビ/第3シリーズ - ）
- 原作：小松江里子
- 脚本：小松江里子、青木江梨花
- 編成：伊藤雅章（東海テレビ/第4シリーズ）
- 広報：山本章子（東海テレビ）、服部明宏（東海テレビ/第4シリーズ）、田中資恵（東海テレビ/第4シリーズ）
- プロデューサー：市野直親（東海テレビ）[注釈 4]、伊藤一尋（テレパック）、沼田通嗣（テレパック）、東田陽介（テレパック/第3シリーズ - ）
- 音楽：富貴晴美
- 音楽制作：インスパイア・ホールディングス
- 演出：藤尾隆（テレパック）、杉村六郎、村田忍
- 制作：東海テレビ、テレパック

過去のスタッフ
- 企画：西本淳一（東海テレビ/第1・2シリーズ）
- 広報：渡辺秀彦（東海テレビ/第1・2シリーズ）、高橋久美子（東海テレビ/第1シリーズ）、藤城大子（東海テレビ/第3シリーズ）

## テーマ曲

### 第1シリーズ
- 主題歌：岡本真夜「Beautiful Days」（日本クラウン）
- エンディングテーマ：センチメンタル・シティ・ロマンス「センチメンタル・シティ」（ワーナーミュージック・ジャパン）

### 第2シリーズ
- 主題歌：ふくい舞「たったひとりの味方」（J-more）
- エンディングテーマ：CLIFF EDGE「PRAY feat.ALL LOVE」（キングレコード）

### 第3シリーズ
- 主題歌：Do As Infinity「風花便り」（avex trax）
- エンディングテーマ：SOLIDEMO「Next to you」（avex trax）

### 第4シリーズ
- 主題歌：東方神起「サクラミチ」（avex trax）
- エンディングテーマ：東京カランコロン「夢かウツツか」（avex trax)

## 備考
- 2010年11月23日・2011年11月23日は、国際千葉駅伝中継のため休止。
- 第1シリーズの最終週は次回作『さくら心中』の予告編の他に、東海テレビ制作の正月ドラマスペシャル『新春東京ツアー どえりゃあ婆ちゃん探偵団〜湯けむりパラダイスの怪事件〜』（2011年1月4日、14:05 - 15:20）の予告編も放送された。
- このドラマは20超の国と地域で放送された。羽田が本ドラマが放送されたミャンマーを訪れ、現地の人に感想を尋ねたところ、「嫁姑問題は世界共通です」とのコメントが返ってきたとのエピソードがある[6]。

## 漫画
岡峯有衣子による本作のコミカライズが、『BE・LOVE』（講談社）にて2022年9月号から2023年7月号まで連載された。
- 小松江里子（原作）・岡峯有衣子（漫画）『花嫁のれん』講談社〈BE・LOVE KC〉、全2巻
  1. 2023年1月13日発売[9][10]、ISBN 978-4-06-530363-4
  2. 2023年7月13日発売[11]、ISBN 978-4-06-532385-4